# ناحیه گرین وود، شهرستان کلار، میشیگان
ناحیه گرین وود (به انگلیسی: Greenwood Township) یک منطقهٔ مسکونی در ایالات متحده آمریکا است که در شهرستان کلیر، میشیگان واقع شده‌است.
 ناحیه گرین وود ۹۱٫۹ کیلومتر مربع مساحت و ۱٬۰۴۱ نفر جمعیت دارد و ۳۵۵ متر بالاتر از سطح دریا واقع شده‌است.